# Nasa (natklub)
 Denne artikel omhandler en natklub. Opslagsordet har også en anden betydning, se NASA.
Nasa er en tidligere natklub, der var kendt som en af Danmarks mest eksklusive af slagsen. Klubben var beliggende i Boltens Gård, i København.
Nasa blev startet af Kim Thurman, Morten Fabricius, Johannes Torpe og Philip Lipski i 1997 og havde forskellige ejere gennem tiden.
Fra 2007 til september 2010, hvor den gik konkurs, var den ejet af den tidligere professionelle fodboldspiller Jacob Svinggaard.
I april 2011 købte Mads Grønlund Dinesen, natklubben. I oktober 2011 blev natklubben lukket af fogeden. Natklubben genåbnede igen i november 2011, men nu under navnet FØRSTE TH.